# Clyde Edwards-Helaire
Clyde Edwards-Helaire (geboren am 11. April 1999 in Baton Rouge, Louisiana als Clyde Edwards) ist ein US-amerikanischer American-Football-Spieler auf der Position des Runningbacks. Er spielte College Football für die Louisiana State University, mit der er in der Saison 2019 das College Football Playoff National Championship Game gewann. Von 2020 bis 2024 stand er bei den Kansas City Chiefs in der National Football League (NFL) unter Vertrag. Mit den Chiefs gewann Edwards-Helaire den Super Bowl LVII und LVIII. Zurzeit spielt er für die New Orleans Saints.

## Frühe Jahre
Edwards-Helaire wuchs im Norden von Baton Rouge, Louisiana, bei seiner Mutter und seinem Stiefvater auf. Im Alter von 14 Jahren ließ er zu Ehren seines Stiefvaters seinen Nachnamen von Edwards zu Edwards-Helaire ändern. Er ging auf die Catholic High School in Baton Rouge.

## College
Von 2017 bis 2019 spielte Edwards-Helaire Football am College. Er besuchte die Louisiana State University in seiner Heimatstadt Baton Rouge und spielte dort für die LSU Tigers in der NCAA Division I FBS.
In seinem ersten Jahr an der LSU wurde Edwards-Helaire überwiegend in den Special Teams eingesetzt, insbesondere als Kick Returner. In seiner Sophomore-Saison sah er mehr Spielzeit als Runningback und kam in allen 13 Partien zum Einsatz. Dabei erlief er 658 Yards und sieben Touchdowns.
Besonders in seinem dritten College-Jahr machte Edwards-Helaire auf sich aufmerksam, als er erstmals als Starter eingesetzt wurde. Im Duell gegen die Alabama Crimson Tide, ebenso wie die LSU Tigers eines der Topteams der Saison, trug Edwards-Helaire mit vier Touchdowns und 103 Rushing-Yards sowie 77 Receiving-Yards wesentlich zum 46:41-Sieg seines Teams bei. In der Regular Season erlief er insgesamt 1.304 Yards und 16 Touchdowns, zudem wurde er zunehmend im Passspiel eingesetzt und fing 50 Pässe für 399 Yards und einen weiteren Touchdown. Nachdem er im Halbfinalspiel der College-Football-Playoffs wegen einer Verletzung kaum zum Einsatz gekommen war, spielte er eine bedeutende Rolle beim Sieg im College Football Playoff National Championship Game. Beim Sieg der von Joe Burrow, dem späteren First-Overall-Pick im Draft und Gewinner der Heisman Trophy, angeführten LSU Tigers gegen die Clemson University erlief Edwards-Helaire 110 Yards bei 16 Läufen und konnte weitere 54 Yards durch gefangene Pässe verbuchen.
Am 15. Januar 2020 gab Edwards-Helaire bekannt, auf ein mögliches viertes Jahr am College zu verzichten und sich für den NFL Draft anzumelden.

## NFL
Die Kansas City Chiefs, der amtierende Super-Bowl-Champion, wählten Edwards-Helaire mit dem 32. Pick im NFL Draft 2020, dem letzten Pick der ersten Runde. Bei seinem NFL-Debüt erlief Edwards-Helaire 138 Yards bei 25 Laufversuchen und erzielte dabei einen Touchdown. In 13 Spielen der Regular Season konnte er 803 Yards Raumgewinn im Laufspiel erzielen, bevor er sich gegen die New Orleans Saints am Knöchel verletzte und die letzten drei Spiele verpasste. In seiner zweiten Saison in der NFL verpasste Edwards-Helaire sieben Spiele wegen einer Knie- und einer Schulterverletzung, er kam auf 517 Yards Raumgewinn im Laufspiel und vier Touchdowns. Edwards-Helaire ging als Starter in die Saison 2022, verlor diese Rolle aber nach sechs Partien an Rookie Isiah Pacheco. Wegen einer Knöchelverletzung fiel Edwards-Helaire ab dem elften Spieltag aus, erst für den Super Bowl LVII gegen die Philadelphia Eagles war er wieder einsatzbereit. Beim 38:35-Sieg im Super Bowl kam er nicht zum Einsatz. Als Ergänzungsspieler gewann er mit den Chiefs auch den Super Bowl LVIII in der Saison 2023. Edwards-Helaire begann die Saison 2024 auf der wegen einer posttraumatischen Belastungsstörung auf der Reserve List, ab Oktober war er wieder aktiv, kam aber nicht zum Einsatz. Am 16. Dezember 2024 wurde er von den Chiefs entlassen.
Nach seiner Entlassung bei den Chiefs nahmen die New Orleans Saints Edwards-Helaire für ihren Practice Squad unter Vertrag, dort kam er in zwei Spielen zum Einsatz. Im Februar 2025 unterschrieb er einen neuen Vertrag bei den Saints.

### NFL-Statistiken
| Saison                             | Team  | Spiele | Spiele | Rushing | Rushing | Rushing | Rushing | Rushing | Receiving | Receiving | Receiving | Receiving | Receiving | Fumbles | Fumbles |
| Saison                             | Team  | GP     | GS     | Att     | Yds     | Avg     | Lng     | TD      | Rec       | Yds       | Avg       | Lng       | TD        | Fum     | Lost    |
| ---------------------------------- | ----- | ------ | ------ | ------- | ------- | ------- | ------- | ------- | --------- | --------- | --------- | --------- | --------- | ------- | ------- |
| 2020                               | KC    | 13     | 13     | 181     | 803     | 4,4     | 31      | 4       | 36        | 297       | 8,3       | 26        | 1         | 0       | 0       |
| 2021                               | KC    | 10     | 10     | 119     | 517     | 4,3     | 17      | 4       | 19        | 129       | 6,8       | 29        | 2         | 2       | 2       |
| 2022                               | KC    | 10     | 6      | 71      | 302     | 4,3     | 52      | 3       | 17        | 151       | 8,9       | 25        | 3         | 0       | 0       |
| 2023                               | KC    | 15     | 3      | 70      | 223     | 3,2     | 20      | 1       | 17        | 188       | 11,1      | 48        | 1         | 0       | 0       |
| 2024                               | NO    | 2      | 0      | 13      | 46      | 3,5     | 12      | 0       | 3         | 24        | 8,0       | 14        | 0         | 0       | 0       |
| Total                              | Total | 50     | 32     | 454     | 1891    | 4,2     | 52      | 12      | 92        | 789       | 8,6       | 48        | 7         | 2       | 2       |
| Quelle: pro-football-reference.com |       |        |        |         |         |         |         |         |           |           |           |           |           |         |         |